# مهاجمة المظليين

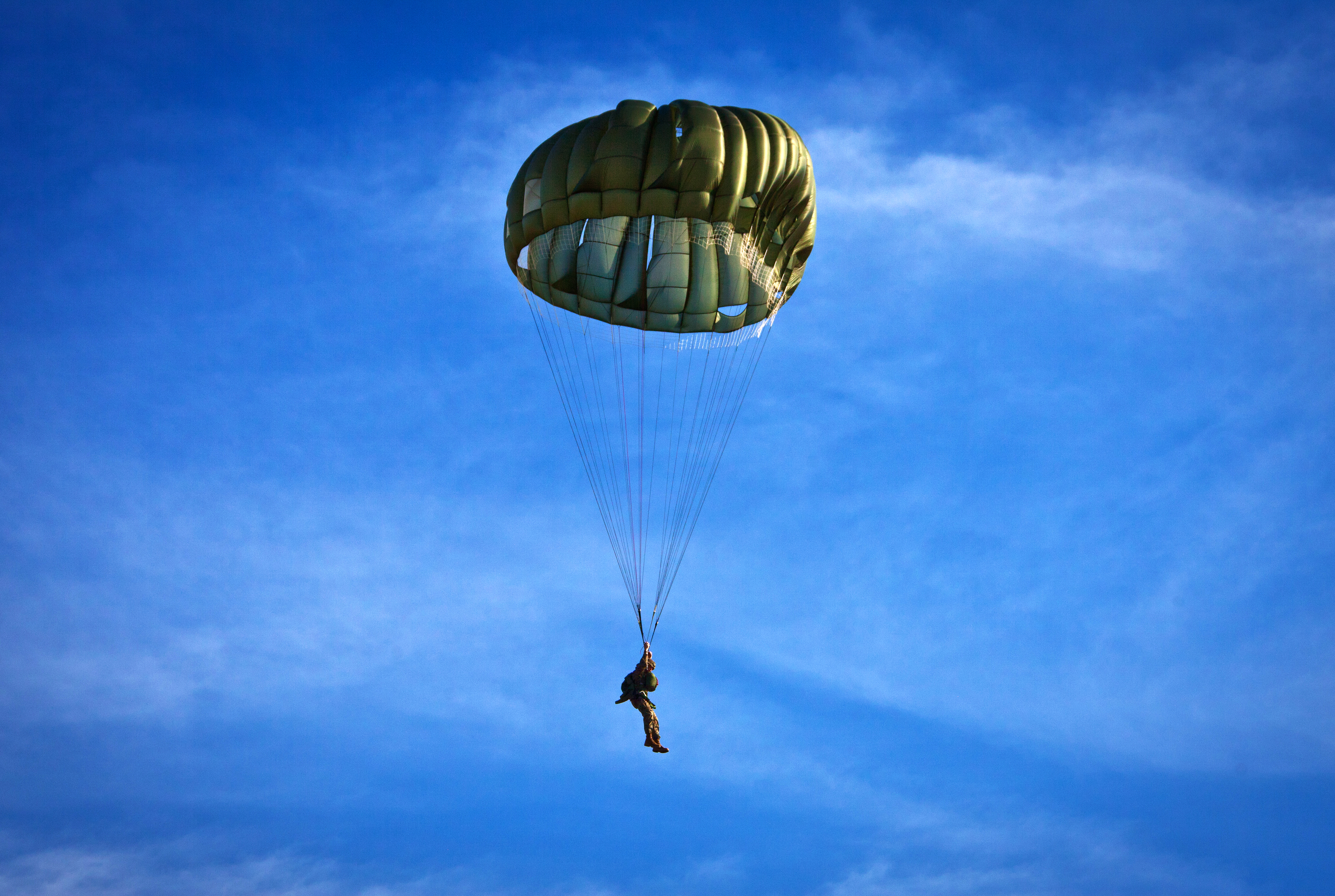
عندما يقوم طيار مقاتل بمغادرة طائرته المعطوبة وفتح مظلته يصبح جندي أعزل ومهاجمته في الجو يعد جريمة حرب

مهاجمة المظليين، هو مصطلح في قانون الحرب عندما يتم مهاجمة الطيارين وأطقم الطائرات الحربية أثناء نزولهم بالمظلات من طائرة معطلة أثناء الحرب.
تعتبر هذه الممارسة غير إنسانية على نطاق واسع لأن هؤلاء المظليين يعتبرون عاجزين عن القتال أو عزل من السلاح بموجب البروتوكول الأول بالإضافة إلى اتفاقيات جنيف لعام 1949 مما يعني أن مهاجمتهم جريمة حرب.
لا يُحظر إطلاق النار على القوات المحمولة جواً التي تنزل بالمظلات (أي المظليين).

## التعريف في القانون الدولي
بعد الحرب العالمية الأولى عُقدت سلسلة من الاجتماعات في لاهاي في 1922-1923، بناءً على شهادة طياري الحرب العالمية الأولى، حاولت لجنة من الحقوقيين تقنين هذه الممارسة مع قواعد لاهاي للحرب الجوية، نصت المادة 20 على ما يلي:
عندما يتم تعطيل الطائرة، يجب عدم مهاجمة الركاب عند محاولة الهروب بالمظلة أثناء هبوطهم.
لم تدخل قواعد لاهاي للحرب الجوية حيز التنفيذ، لم يكن هناك أي حظر قانوني لاستهداف طائرات المظلات قبل أو أثناء الحرب العالمية الثانية، في عام 1949 نتيجة للممارسات والانتهاكات الواسعة التي ارتكبت خلال الحرب العالمية الثانية دخلت الإصدارات المعدلة والمحدثة حديثًا من اتفاقيات جنيف حيز التنفيذ لتوفير حماية أكبر لهؤلاء الطيارين.

أصدرت الكتيبات العسكرية في جميع أنحاء العالم حظرًا على مهاجمة أطقم طائرات العدو بالمظلات من الطائرات المنكوبة، تنص الفقرة 30 من الدليل الميداني للجيش الأمريكي الذي نشرته وزارة الجيش في 18 يوليو 1956 (آخر تعديل في 15 يوليو 1976) تحت عنوان «قانون الحرب البرية» على ما يلي:
30. الأشخاص الذين ينزلون بالمظلة

 لا يحظر قانون الحرب إطلاق النار على جنود المظليين أو غيرهم من الأشخاص الملتزمين أو الذين يبدو أنهم ملزمون بمهمات معادية أثناء نزول هؤلاء الأشخاص بالمظلات. لا يجوز إطلاق النار على الأشخاص غير المذكورين في الجملة السابقة الذين ينزلون بمظلة من طائرة معطلة.
في عام 1977، تم تدوين هذه الممارسة أخيرًا في البروتوكول الأول بالإضافة إلى اتفاقيات جنيف لعام 1949:
المادة 42 شاغلو الطائرات
1. لا يجوز أن يكون أي شخص ينزل بالمظلة من طائرة مكروبة محلاً للهجوم أثناء هبوطه.
2. عند الوصول إلى الأرض في الأراضي التي يسيطر عليها الخصم تُمنح الفرصة للشخص الذي قفز بالمظلة من طائرة واعتباره في محنة ولا يصبح هدفًا للهجوم، ما لم يكن واضحًا أنه يقوم بعمل عدائي.
3. القوات المحمولة جوا ليست محمية بموجب هذه المادة.

## الحرب العالمية الأولى
أصبح استهداف المظليين مشكلة خلال الحرب العالمية الأولى عندما استهدف الطيارون المقاتلون بالونات مراقبة العدو المأهولة. بعد إسقاط منطاد امتنع معظم الطيارين عن إطلاق النار على مراقبي المنطاد أثناء فرارهم بالمظلة، لأنهم شعروا أنها غير إنسانية ولا تضاهى. بدأ تمديد هذه المجاملة للطيارين الأعداء في نهاية الحرب العالمية الأولى عندما تم توفير المظلات لطياري الطائرات الثابتة الجناحين، ولكن ساد الاعتقاد مرة أخرى أنه بمجرد إجبار طاقم الطائرة على الإنقاذ من طائرة معطوبة، بافتراض أنهم لم يقدموا أي مقاومة أخرى، واعتبروا أنهم هزموا بشرف في المعركة ولا ينبغي «القضاء عليهم».
بحلول يوليو 1918، أصبح هروب القوات الجوية الألمانية والنمساوية المجرية أمرًا روتينيًا. لم تكن المظلات التي استلمها الطيارون الألمان والنمساويون المجريون مثالية وفي بعض الأحيان فشلت في العمل بأمان. تم تدمير بعضها بنيران قبل أن تتمكن من فتحها، وفي بعض الأحيان واجه الطيارون خطر إطلاق النار عليهم من قبل مقاتلي الوفاق. لم يكن لدى الباس البريطاني جيمس إيرا تي جونز أي ندم في القيام بذلك. وقال «عادتي في مهاجمة الهون المتدليين من المظلات أدت إلى العديد من الجدل في الفوضى». «بعض الضباط من نوع إيتون وساندهيرست اعتقدوا أنه» سلوك غير رياضي «. لم أذهب مطلقًا إلى مدرسة عامة ولم أدخل مثل هذه الاعتبارات لقد أشرت للتو إلى أن هناك حربًا دموية، وأنني أنوي الانتقام لأصدقائي».

## الحرب العالمية الثانية

### الحرب في أوروبا

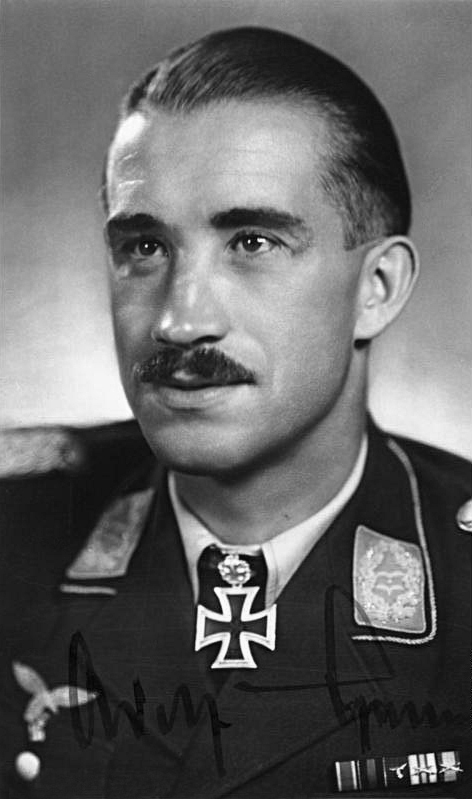
رفض مقاتل أول من سلاح الطيران الألماني أدولف غالاند بشدة فكرة إطلاق النار على طيارين العدو في مظلاتهم، حتى لو كانوا فوق أراضيهم، حيث شعر أن ذلك يساوي جريمة قتل.

في بداية الحرب العالمية الثانية، كان هناك شعور قوي بالفروسية بين سلاح الجو البريطاني وطياري القوات الجوية الألمانية. لقد اعتبروا أنفسهم «فرسان الجو»، وكان إطلاق النار بالمظلات على أطقم طائرات العدو مخالفًا لقواعد الشرف الخاصة بهم. أثارت مسألة إطلاق النار على طيار معاد بالمظلة فوق أراضيه جدلًا مريرًا بين الجانبين. في 31 أغسطس 1940، أثناء معركة بريطانيا، تناول العشاء قائد سلاح الجو الملكي البريطاني المارشال هيو داودينغ مع رئيس الوزراء ونستون تشرشل في تشيكرز. بعد العشاء، ناقشوا أخلاق إطلاق النار على طياري Luftwaffe. اقترح Dowding أن الطيارين الألمان يحق لهم تمامًا إطلاق النار على طياري سلاح الجو الملكي البريطاني وهم يهبطون بالمظلات فوق بريطانيا لأنهم ما زالوا مقاتلين محتملين (أي قيادة طائرة جديدة للقيام بمهمة عسكرية أخرى) بينما يجب على طيارين سلاح الجو الملكي الامتناع عن إطلاق النار على الطيارين الألمان لأنهم كانوا خارج القتال وسيصبحون في النهاية أسرى حرب بمجرد هبوطهم على الأراضي البريطانية. شعر تشرشل بالفزع من هذا الاقتراح، بحجة أن إطلاق النار على طيار بالمظلة «كان بمثابة إغراق بحار».
على الجانب الألماني، سأل القائد العام للقوات المسلحة لوفتوافا، هيرمان جورينج، مقاتل Luftwaffe، أدولف غالاند، عن رأيه في إطلاق النار على الطيارين الأعداء أثناء وجودهم في مظلاتهم، حتى فوق أراضيهم. رد غالاند قائلاً: «يجب أن أعتبر ذلك جريمة قتل، هير ريتشسمارسشال. يجب أن أفعل كل ما في وسعي لعصيان مثل هذا الأمر». جورينج – الذي كان مقاتلاً بنفسه خلال الحرب العالمية الأولى – قال: «هذا هو الرد الذي توقعته منك يا غالان».
على الرغم من هذه المشاعر، كان هناك عدد من الحوادث التي تم فيها إطلاق النار على طيارين معاديين ينزلون بالمظلات. في 1 سبتمبر 1939، في منطقة مودلين، أثناء الغزو الألماني لبولندا، واجه طيارو لواء المطاردة البولندي مجموعة من 40 قاذفة ألمانية برفقة 20 مقاتلة من طراز Bf 109 وBf 110. أثناء القتال، أُجبر الملازم ألكسندر جابسفيتش على الإنقاذ من طائرته. أثناء وجوده في مظلته، أطلق النار على Gabszewicz من قبل Bf 110. هاجم الملازم الثاني تاديوش ساويتش الطائرة الألمانية، وحلّق في مكان قريب، وقام طيار بولندي آخر، فلاديسلاف كيدرزينسكي، بالتصاعد حول غابشفيتش الأعزل حتى وصل إلى الأرض. في 2 سبتمبر، ثانية. هاجم الملازم جان دزوينك، مع ثمانية طيارين بولنديين آخرين، مقاتلين ألمان يقتربان من اتجاههم. في المعركة، تم إسقاط طائرة Dzwonek وأجبر على الإنقاذ. معلقًا في مظلته، تعرض للهجوم مرتين بواسطة Bf 110.
خلال معركة بريطانيا، أطلق الطيارون البولنديون والتشيكيون العاملون في سلاح الجو الملكي البريطاني النار أحيانًا على طياري Luftwaffe وهم يهبطون بالمظلات فوق بريطانيا. اتهم العديد من الألمان أن هذه كانت ممارسة منتظمة من قبل البولنديين والتشيك، ولكن لم يكن هناك دليل قوي على ذلك. اعترف المؤرخ البارز في سلاح الجو البولندي، آدم زامويسكي، بأنه «صحيح أن بعض الطيارين ما زالوا ينهون من هبوط الألمان بالمظلات بالتحليق فوقهم مباشرة؛ حيث سيؤدي التيار المنزلق إلى انهيار المظلة وسقوط الرجل على الأرض مثل حصاة.»
في منتصف عام 1942، وصلت القوات الجوية للجيش الأمريكي (USAAF) إلى بريطانيا ونفذت غارات جوية على أوروبا التي تحتلها ألمانيا. هناك روايات مؤكدة عن قيام طيارين ألمان بوقف هجماتهم للسماح لأطقم القاذفات بالهبوط بالمظلات من القاذفات المنكوبة. ومع ذلك، كانت الحرب الجوية عملاً دموياً وكان هدف كلا الجانبين القضاء على الآخر. زعم بعض الطيارين المقاتلين التابعين للقوات الجوية الأمريكية أنهم تلقوا أوامر غير مكتوبة من ضباطهم لإطلاق النار على طيارين العدو بالمظلات فوق أراضيهم حيث سيعودون للانضمام إلى وحداتهم الخاصة عند الهبوط والطيران في الهواء مرة أخرى لقتل المزيد من الأمريكيين. لم يطلق فيرجيل ميروني من سرب المقاتلات 487 مطلقًا النار على طيار ألماني في مظلته، على الرغم من أنه من ناحية أخرى، فهم واقع الحرب ولم يكن لديه مشكلة في قتل طيار عدو، بغض النظر عما إذا كان عاجزًا أم لا.
في 8 مارس 1944، كان ميروني ورحلته الزرقاء في مؤخرة مجموعة مقاتلة 352d عندما وصلت إلى نهاية ساقها المرافقة. تحولت المجموعة للمغادرة أثناء عبورهم الحدود الهولندية إلى ألمانيا بالقرب من ميبن. يتذكر ميروني: «خرجت ثري مي 109 من الشمس بسرعة كبيرة وشنت هجومًا بزاوية 90 درجة على القاذفات الخلفية، وانفصلت عن بعضها.» «اتصلت بهم وذهبت وراء اثنين من الصدارة حيث بقوا معًا، والثالث كسر في اتجاه مختلف.» قاد ميروني سيارته من طراز P-47 مع سربه لمهاجمة الألمان الذين كانوا يحاولون إسقاط قاذفات القنابل الثقيلة USAAF B-17 وأطلقوا النار على الطائرات الألمانية. عندما أدرك الطيار الألماني أن سيارته Bf 109 مشتعلة بشدة، قفز من طائرته وسحب مظلته. لم يطلق ميروني وسربه النار على الطيار الألماني الذي كان ينزل بالمظلات بأمان إلى الأرض. ربما كان هذا بسبب أنه ورحلته كانا ينفدان في الوقود ولم يكن هناك أي معرفة إذا كانت هناك طائرات معادية أخرى في المنطقة. في الواقع، ربما كان سبب عدم إطلاق المزيد من الطيارين والأطقم الجوية في مظلاتهم، على الأقل جزئيًا، هو طبيعة القتال الجوي. كانت المعارك عبارة عن دوامة مربكة وكان الطيار الذي ركز لفترة طويلة وشاقة على قتل رجل في مظلة يمكن أن يقع فريسة بسهولة وينتهي به المطاف في وضع إطلاق النار عليه أثناء وجوده في مظلته. كان عدم إطلاق النار على الطيارين الأعداء في مظلاتهم أمرًا عمليًا بالإضافة إلى كونه شهمًا.
في 20 ديسمبر 1943، تعرضت قاذفة قنابل من طراز B-17 بقيادة الملازم تشارلز براون الثاني، بعد عملية قصف ناجحة لمدينة بريمن الألمانية، لهجوم من قبل عشرات المقاتلين الألمان. أصيب مفجر براون بأضرار بالغة، وأصيب معظم أفراد طاقمه، وقتل مدفع ذيله. ثم اقترب طيار Luftwaffe والرائد Franz Stigler من المهاجم المعطل. كان قادرا على رؤية الطاقم المصاب والعاجز. ولدهشة الطيار الأمريكي، لم يفتح ستيجلر النار على المفجر المعطل. تذكر كلمات أحد ضباطه القياديين من Jagdgeschwader 27، Gustav Rödel، خلال فترة القتال في شمال إفريقيا، «أنت طيار مقاتل أولاً، أخيرًا، دائمًا. إذا سمعت يومًا أن أيًا منكم يطلق النار على شخص ما في مظلة، فسوف أطلق النار عليك بنفسي». علق ستيجلر في وقت لاحق، «بالنسبة لي، كان الأمر كما لو كانوا في مظلة. رأيتهم ولم أتمكن من إطلاق النار عليهم». مرتين، حاول ستيجلر إقناع براون بالهبوط بطائرته في مطار ألماني والاستسلام، أو تحويل مسارها إلى السويد المحايدة القريبة، حيث سيتلقى هو وطاقمه العلاج الطبي، لكنهم سيظلون محتجزين ويجلسون في الفترة المتبقية من الحرب. رفض براون وطار. ثم طار ستيجلر بالقرب من طائرة براون، ورافقها حتى وصلوا إلى بحر الشمال وغادروا مع التحية.
ومع ذلك، أطلق كل من الطيارين الألمان والأمريكيين النار على طيارين العدو في مظلاتهم، وإن كان ذلك نادرًا. وافق ريتشارد «بود بيترسون»، طيار من طراز P-51 مع مجموعة المقاتلين 357 ومقرها في ليستون، على أنه «في العادة، لن يقوم أحد، بما في ذلك الألمان، بإطلاق النار على أي شخص في المظلة. لم يتم ذلك فقط. أعني، ليس هناك أي تحدي في إطلاق النار على رجل في مظلة، في سبيل الله». ومع ذلك، في إحدى المهام، رأى Bf 109 يطلق النار بشكل منهجي على أطقم قاذفة B-17 الأمريكية أثناء نزولهم في مظلاتهم. بعد أن أجبر بيترسون الطيار الألماني المخالف على الإنقاذ، قتله بينما كان ينزل. وأشار إلى أن بعض وحدته كانت متوترة من أن هذا قد يدعو إلى رد انتقامي من وفتوافا. قال بيترسون: «لكن كان عليهم أن يكونوا هناك ليعرفوا ما كنت أراه». «هؤلاء الرجال كانوا عاجزين، أطقم القاذفات تنزل».
تزعم العديد من المصادر الألمانية (الأمثلة أدناه) أن الطيارين الأمريكيين كانوا يمارسون إطلاق النار بشكل متكرر على المظلات، خاصة مع اقتراب نهاية الحرب عندما كان لدى ألمانيا عدد من الطائرات أكثر من الطيارين:
كان ثين كووك لي مدفعًا من طراز B-17 مع مجموعة القنابل 483، وهي وحدة سلاح الجو رقم 15، عندما أسقطت طائرته الألمانية Me 262s في 22 مارس 1945. وأشار إلى أنه وطاقمه خرجوا بكفالة في مظلاتهم وأثناء نزولهم إلى الأرض، تعرضوا للهجوم من قبل German Me 262s:
في حين أن بعض الطيارين الأمريكيين أطلقوا النار على طيارين العدو في المظلات، فإن الغالبية العظمى من الطيارين المقاتلين في سلاح الجو الأمريكي يكرهون هذه الممارسة لأنهم لم يتمكنوا من التصالح مع فكرة قتل الطيارين الأعداء الذين لا حول لهم ولا قوة. أصروا على أنهم كانوا يحاولون تدمير الطائرات بدلاً من الطيارين. إذا مات طيار معاد بطائرته، فهذه ببساطة هي الطبيعة الوحشية للحرب. لكن إطلاق النار عليه وهو في مظلته كان أمرًا مختلفًا تمامًا لم يستطع سوى قلة منهم تحمله، حتى لو كانت لديه فرصة جيدة للطيران في الهواء مرة أخرى.
شارك طيار القوات الجوية الأمريكية ستانلي مايلز تجربته في 13 مايو 1944، عندما واجهت الطائرة 352 تشكيلًا هائلاً من مقاتلي العدو. بعد التورط في معركة عنيفة مع إحدى الطائرات الألمانية لفترة من الوقت، أسقط مايلز الطائرة، مما تسبب في إنقاذ الطيار الألماني في مظلته. يتذكر قائلاً: «كانت كاميرا البندقية تعمل، لذا حصلت على بعض اللقطات الجيدة لأجهزة التتبع التي تصطدم بالطائرة ويقفز الطيار منها. كان جناحي لا يزال بجانبي، لذا خففت، وعدت وحصلت على بعض اللقطات السينمائية الرائعة للطيار الألماني في شلاله». فكر مايلز في إطلاق النار على طيار العدو وهو ينجرف بلا حول ولا قوة إلى الأرض. لقد كان موضوعًا نظر فيه هو ووحدات سربه بجدية. «إحدى المدارس الفكرية هي أنه إذا لم تطلق النار على الرجل، فسوف يهبط ويعود لقتالك في اليوم التالي. ومع ذلك، لم أتمكن من القيام بذلك، والتقطت فقط لقطات فيلم له».
استخدم معظم الطيارين الأمريكيين كاميرات البنادق للتأكد من أن لديهم دليلًا كافيًا على انتصاراتهم. قام روبرت أو نان من سرب المقاتلات 487 بذلك في 10 أبريل 1944، بعد إجبار طيار Focke-Wulf Fw 190 على التخلي عن طائرته: «لقد تابعت الطائرة حيث تحطمت وانفجرت واحترقت في منتصف حقل محروث. لقد التقطت صورا لهذا. كما التقطت صورًا للطيار يتدلى في شلاله». لم يكن أي منهم يفكر في إطلاق النار على طيارين ألمان معلقين في مظلاتهم.
شعر الجنرال الأمريكي دوايت دي أيزنهاور، القائد الأعلى لقوات الحلفاء في أوروبا، بأنه مضطر إلى منع هذه الممارسة على وجه التحديد. في التوجيه الصادر إلى اللواء الأمريكي كارل سباتز، قائد القوات الجوية الإستراتيجية للولايات المتحدة في أوروبا، ورئيس القوات الجوية البريطانية المارشال آرثر تيدر (أو السير آرثر هاريس وفقًا لـ D-Day Bombers: The Veterans 'Story: RAF Bomber Command and دعم القوات الجوية الأمريكية الثامنة لغزو نورماندي عام 1944 بواسطة ستيفن دارلو) في 2 يونيو 1944، استعدادًا لعملية أفرلورد، كتب:
كانت هناك حلقات من إطلاق النار على أطقم جوية بالمظلات في مسرح البحر الأبيض المتوسط: في 2 أكتوبر 1942، كان الكابتن ليفيو سيكوتي من Regia Aeronautica اشتبك مع خمسة مقاتلين من الحلفاء، يقال عن Spitfires، وبعد معركة عنيفة أسقطت فيها طائرتان من طراز Spitfire من قبله. وأجبر على الإنقاذ من مقاتله Macchi C.202 ؛ وبينما كان ينزل، ورد أنه أطلق النار عليه وقتل على أيدي المقاتلين الثلاثة الناجين.

### الحرب في آسيا والمحيط الهادئ
بينما بدأت الحرب العالمية الثانية في آسيا مع بدء الحرب الشاملة بين الصين وإمبراطورية اليابان، اكتسب اليابانيون سمعة سيئة بين الحلفاء في الحرب في آسيا والمحيط الهادئ لإطلاقهم النار على الطيارين الأعداء المتدليين في مظلاتهم. كانت أول حالة مؤكدة فوق مدينة نانجينغ الصينية في 19 سبتمبر 1937، خلال الحرب الصينية اليابانية الثانية، عندما كان الطيار الصيني الملازم ليو لانكينغ (劉蘭清) من سرب المطاردة السابع عشر، مجموعة المطاردة الثالثة تحلق من طراز P-26 طراز 281 مقاتلات، في مظلته بعد أن أسقطته طائرة IJNAS. معلقًا في مظلته، قُتل بعد أن أطلق عليه الطيارون اليابانيون النار ؛ قائد سرب الملازم ليو النقيب. حاول جون هوانغ شينروي إطلاق النار على الطيارين اليابانيين الذين تناوبوا على إطلاق النار على الملازم ليو، ولكن تم إسقاطه واضطر إلى إنقاذ نفسه، وانتظر حتى آخر لحظة ممكنة لتمزيق حبل المظلة الخاص به. قام الطيارون من كل من IJNAS و IJAAS بهذا بشكل روتيني طوال الحرب.  نتيجة لذلك، أخر الطيارون المتطوعون الصينيون والروس فتح مظلاتهم لتجنب إطلاق النار عليهم. حتى بعد هبوط المظلة بأمان، ما زال اليابانيون يلاحقونهم. في يوليو 1938، قام متطوع روسي، فالنتين دودونوف، بإنقاذ مظلته وهبط على ضفة رملية في بحيرة بويانغ بعد اصطدامه بطائرة IJNAS A5M. جاءت طائرة أخرى من طراز A5M وهاجمته على الضفة الرملية. اضطر دودونوف للقفز والاختباء تحت الماء في البحيرة لتجنب التعرض للهجوم. تم استدعاء أكبر طيار مقاتل ياباني تيتسوزو إيواموتو مرتين إلى مكتب دوجلاس ماك آرثر التابع لشركة Allied GHQ في طوكيو لاستجوابه بشأن الهجمات على الطيارين الذين أنقذوا طائراتهم في الصين وحرب المحيط الهادئ، لكن تمت تبرئتهم من تهم جرائم الحرب.
في 23 ديسمبر 1941، اعترض 12 طيارًا من طراز P-40 من مجموعة المتطوعين الأمريكية (AVG) النمور الطائرة 54 قاذفة يابانية برفقة 20 طائرة مطاردة، كانوا يقصفون مدينة رانغون في بورما. خلال المعركة، أسقط AVG خمسة قاذفات يابانية فقط مع فقدان طيارين من طراز P-40. تعرضت طائرة الطيار P-40 Paul J. Greene لأضرار بالغة مما أجبره على الإنقاذ في مظلته. تم إطلاق النار عليه من قبل المقاتلين اليابانيين أثناء نزوله إلى الأرض لكنه تمكن من البقاء على قيد الحياة. قال لمراسل ديلي إكسبرس الحربي OD Gallagher: «تريد أن ترى شلالتي». «إنه يحتوي على ثقوب أكثر من أنف إبريق الري.»
في 23 يناير 1942، هاجم AVG قاذفات القنابل اليابانية والمقاتلين الذين استأنفوا تنفيذ غارات القصف على رانجون. أسقط AVG 21، ولم يتعرض سوى لخسارة واحدة لطيار يدعى بيرت كريستمان. أثناء القتال، تضررت طائرة كريستمان وأجبر على الإنقاذ. أثناء هبوطه بالمظلات فوق حقول الأرز جنوب رانغون، قُتل بعد تعرضه لهجوم من قبل ثلاث طائرات من طراز IJAAS Nakajima. دفن بيرت كريستمان في اليوم التالي في كنيسة الشهيد إدوارد في رانغون. أعيد رفات كريستمان إلى مسقط رأسه في فورت كولينز، كولورادو، بعد الحرب، حيث دفن في 4 فبراير 1950.
في يونيو 1942، كجزء من عملية ميدواي اليابانية، هاجم اليابانيون جزر ألوشيان، قبالة الساحل الجنوبي لألاسكا. تادايوشي كوجا، ضابط طيران من الدرجة الأولى يبلغ من العمر 19 عامًا، تم إطلاقه من حاملة الطائرات اليابانية <i id="mw_A">Ryūjō</i> كجزء من غارة 4 يونيو. كان كوجا جزءًا من قسم من ثلاث طائرات. وكان جناحه رئيس الضباط ماكوتو إندو وضابط الصف تسوجو شيكادا. هاجم كوغا ورفاقه ميناء دوتش هاربور، وأطلقوا النار على قارب طائر أمريكي من طراز PBY-5A كاتالينا بقيادة بود ميتشل وهاجموا الناجين في الماء. قتلت ثلاث هجمات متتالية طاقم PBY. وقتل كوجا بعد ذلك عندما تحطمت طائرته المتضررة في جزيرة أكوتان.
أثناء ال حملة الملايو في عام 1942، غالبًا ما أطلق الطيارون اليابانيون النار على طيارين بريطانيين وكومنولث وهولنديين معلقين في مظلاتهم. شهد الطيار الأسترالي هيرب بلينتي إسقاط طائرة بروستر الهولندية من قبل المقاتلات اليابانية وأنقذ الطيار في مظلته في 17 يناير 1942، بالقرب من جزيرة بيلتون، على بعد أميال من سنغافورة. وقال أيضًا إنه بينما كان معظم المقاتلين اليابانيين يتجهون إلى قواعدهم الخاصة، عاد اثنان منهم وأطلقوا النار على الطيار الهولندي الذي كان ينزل بالمظلات:
خلال معركة بحر بسمارك، حيث هاجمت طائرات الحلفاء قافلة يابانية من المدمرات وعمليات نقل القوات، تم اعتراض طلعة جوية للحلفاء في 3 مارس 1943 تتكون من قاذفات B-17 برفقة مقاتلات P-38 بواسطة مقاتلات Mitsubishi A6M Zero اليابانية. أصابت طائرة A6M Zeros إحدى طائرات B-17 بالشلل مما أجبر طاقمها على الإنقاذ في المظلات، ثم أطلق الطيارون اليابانيون النار على بعض أفراد طاقم B-17 أثناء نزولهم وهاجموا آخرين في الماء بعد هبوطهم. اشتبك خمسة من المقاتلين اليابانيين الذين قصفوا طاقم الطائرة B-17 على الفور وأسقطوا من قبل ثلاث طائرات P-38 التي فقدت أيضًا. في أمسيات 3-5 مارس، هاجمت قوارب وطائرات PT سفن الإنقاذ اليابانية، بالإضافة إلى الناجين من القوارب الغارقة على قوارب النجاة والسباحة أو الطفو في البحر. تم تبرير ذلك لاحقًا على أساس أن الجنود الذين تم إنقاذهم كانوا سيهبطون بسرعة في وجهتهم العسكرية وسرعان ما عادوا إلى الخدمة الفعلية، فضلاً عن كونه انتقامًا من الطائرات المقاتلة اليابانية التي تهاجم الناجين من القاذفة B-17 التي تم إسقاطها. في حين أن العديد من أطقم طائرات الحلفاء قبلوا هذه الهجمات على أنها ضرورية، أصيب آخرون بالغثيان.
في 31 مارس 1943، تم إرسال سرب من قاذفات القنابل B-24 التابعة للقوات الجوية الأمريكية لتدمير جسر في Pyinmana، بورما، وتعرضت لهجوم من قبل مقاتلات Zero اليابانية. تم إسقاط طائرة من طراز B-24 وتم إنقاذ ركابها، بما في ذلك الملازم أول أوين جيه باجيت. بينما كان أفراد طاقم B-24 ينزلون، تم إطلاق النار عليهم من قبل المقاتلين اليابانيين. قتل اثنان من أفراد الطاقم وأصيب باجيت في ذراعه. ثم لعب دور الموتى في تسخيره، على أمل أن يتركه اليابانيون وشأنه. ومع ذلك، حلقت طائرة يابانية واحدة واقتربت بالقرب من باجيت للتأكد من وفاته. رفع باجيت مسدسه M1911 وأطلق أربع طلقات في قمرة القيادة، وأصاب الطيار. توقف الصفر وتحطم. أصبح باجيت أسطوريًا باعتباره الشخص الوحيد الذي أسقط طائرة يابانية بمسدس M1911. كانت الطائرة التي تم الاشتباك معها هي Ki 43 Hayabusa، وهي طائرة أصغر كان يُعتقد خطأ أنها طائرة Zero نظرًا لشكلها المماثل.
في 15 سبتمبر 1943، تم إرسال سبع طائرات B-24 من سرب القصف 373d، مجموعة القصف 308، المتمركزة في مطار يانغكاي لمهاجمة مصنع أسمنت فيشي الفرنسي في هايفونغ، وهو ميناء رئيسي على خليج تونكين، والذي تم تسليمه للتو. لليابانيين – وإن لم يكن بدون مقاومة – من الحاكم العام للهند الصينية الفرنسية، جان ديكو. ومع ذلك، تعطلت طائرتان من طراز B-24 أثناء محاولتهما الإقلاع من مطار يانغكاي لذا واصلت الطائرات الخمس المتبقية المهمة. عندما وصلت طائرات B-24 الخمس إلى هايفونغ، هاجمهم المقاتلون اليابانيون. سقطت إحدى الطائرات، مما أجبر الطائرات الأخرى على التخلي عن المهمة لأنها تعرضت للهجوم المستمر. سقطت طائرتان أخريان وأجبرت الطاقم الجوي على الإنقاذ. بعد ذلك، طارد الطيارون اليابانيون أحد مظلي الطائرة B-24 وأطلقوا النار عليهم أثناء هبوطهم على الأرض، مما أسفر عن مقتل ثلاثة وإصابة ثلاثة آخرين. نجت الطائرتان الأخريان من طراز B-24 من أضرار جسيمة وعادتا إلى مطار يانغكاي (تحطمت طائرة واحدة في المطار، مما أسفر عن مقتل الطاقم بأكمله).
في 5 مايو 1945، كانت قاذفة أمريكية من طراز بوينج B-29 Superfortress تحلق مع عشرات الطائرات الأخرى بعد قصف قاعدة تاتشياراي الجوية في جنوب غرب اليابان، لتبدأ رحلة العودة إلى غوام. صدم كينزو كاسويا، وهو طيار ياباني يبلغ من العمر 19 عامًا، وكان يقود إحدى المقاتلات اليابانية في مطاردة الأمريكيين، بطائرته في جسم الطائرة B-29، مما أدى إلى تدمير كلتا الطائرتين. لا أحد يعرف على وجه اليقين عدد الأمريكيين الذين كانوا في الطائرة B-29 حيث تم تجميع طاقمها على عجل في غوام. شهد القرويون في اليابان، الذين شاهدوا التصادم في الهواء، ازدهار عشرات المظلات. مات أحد الأمريكيين عندما قطعت طائرة يابانية أخرى حبال مظلته. والثاني كان على قيد الحياة عندما وصل إلى الأرض. أطلق الرصاصة كلها باستثناء الرصاصة الأخيرة على القرويين القادمين نحوه، ثم استخدم الأخيرة على نفسه. تعرض الطيارون التسعة الآخرون من طراز B-29 الذين أسرهم اليابانيون بعد الهبوط للتشريح في جامعة كيوشو الإمبراطورية. أجرى البروفيسور إيشياما فوكوجيرو وأطباء آخرون أربع جلسات من هذا القبيل خلال مايو وأوائل يونيو. وساعدت القيادة العسكرية الغربية في ترتيب هذه العمليات. تمت محاكمة العديد من الموظفين اليابانيين المسؤولين عن مقتل طيارين الحلفاء في محاكمات جرائم الحرب في يوكوهاما بعد الحرب العالمية الثانية. تم إعدام العديد ممن ثبتت إدانتهم وسجن الباقون.

## الحرب الباردة
حادثة إسقاط أفرو لينكولن عام 1953 : أفاد مدنيون ألمان على الأرض أن طيارين بريطانيين خرجا بكفالة من الطائرة المنكوبة، فقط ليتم قتلهما على يد واحدة من طائرات ميغ 15 السوفيتية.

## حرب فيتنام
منذ بداية حرب فيتنام، كانت هناك تقارير عديدة عن إطلاق النار على طيارين من فيتنام الجنوبية وأمريكا في مظلاتهم. وعلى وجه الخصوص، وقعت مثل هذه الأحداث خلال ذروة عملية Rolling Thunder، حيث ذكر العديد من الطيارين إطلاق النار عليهم بنيران الأسلحة الصغيرة، على الأرجح من بنادق هجومية من النوع 56. غالبًا ما يتم أسر الطيارين الذين نجحوا في نيران الأسلحة الصغيرة وإرسالهم إلى معسكرات أسرى الحرب، حيث واجهوا عقابًا شديدًا وتعذيبًا. كما أُجبر طيارون آخرون على السير في مسار هو تشي مينه كشكل من أشكال التعذيب والعقاب.
خلال المعارك الجوية الضارية بين الطيارين المقاتلين من سلاح الجو الفيتنامي الشعبي (VPAF) وتلك التابعة للقوات الجوية الأمريكية وUSN في 10 مايو 1972، في اليوم الثاني من حملة اعتراض الهواء التي استمرت لمدة ستة أشهر تقريبًا ضد فيتنام الشمالية، أربع طائرات ميج- 17s من الكتيبة المقاتلة 923 كانت تطير للدفاع عن الجسور في Hải Dương التي تعرضت للهجوم من قبل قوة هجومية من A-6 Intruders وA-7 Corsairs II s وF-4 Phantom II s. تم إسقاط طيار MiG-17 Do Hang بواسطة صواريخ AIM-9 Sidewinder التي تم إطلاقها من اللفتنانت ديوك كانينغهام (و RIO Lt.jg Willy Driscoll) F-4 في المعركة الجوية التي تلت ذلك، وأثناء طرده بنجاح من ميج 17 المنكوبة، قُتل دو هانغ بعد ذلك بنيران نيران 20 ملم من طائرة مقاتلة أمريكية كانت تقصفه أثناء هبوطه تحت مظلته ؛ تم إسقاط طائرتين آخرتين من طراز MiG-17 بواسطة طائرات F-4 التابعة للملازم كننغهام والملازم كونيلي (الطياران نجوين فان ثو وترا فان كيم وكلاهما من طراز KIA)، في حين تم قيادة MiG-17 بواسطة Ta Ding Trung، الذي تابع طائرة A -7s، في البحر، لكنه لم يتمكن من تسجيل أي ضربات، كان قادرًا على العودة إلى القاعدة والنجاة من المعركة. وصلت طائرات MiG-21 من الكتيبة المقاتلة 927 بعد لحظات، موجهة من قبل قيادة اعتراض التحكم الأرضي (GCI) نحو طائرات F-4s الآن على بعد حوالي 10 كيلومترات شمال Hải Dương ؛ صواريخ R-3S "Atoll" التي تم إطلاقها من Vu Duc Hop's و Le Thanh Dao 's MiG-21s وجدت بصمتها ضد F-4s من Cunningham / Driscoll و Blackburn / Rudloff على التوالي، بينما تمكنت Cunningham / Driscoll من إخراجها في البحر وتم إنقاذه (مع الطيار كننغهام الذي اشتهر باختلاق حكاية «الكولونيل تون» في أعقاب ذلك)، شوهد بلاكبيرن / رودلوف قد طردت ومظلاتهما تنزل فوق الأرض، لكن الملازم رودلوف فقط ظهر في قائمة أسرى الحرب من قبل الشمال السجلات الفيتنامية.  بقايا القائد. أُعيد هاري ل.بلاكبيرن إلى الأمريكيين في 10 أبريل 1986.
طيار مقاتلة VPAF MiG-21 ace Le Thanh Dao سيطير بمهمته الأخيرة ضد الطائرات الأمريكية في 15 أكتوبر 1972 عندما أسقطته USAF F-4E Phantoms، وأثناء طرده بأمان من ميج المنكوبة، أطلق مدفع فانتوم واحد على الأقل قذائف نحوه تحت مظلته، أحدثت ثقوبًا في مظلته، مما تسبب في ارتفاع معدل الهبوط الذي أدى عند الهبوط إلى كسر كل من ساقيه وفقرته ؛ كان لي ثانه داو يقضي أكثر من عام في التعافي من الإصابات قبل العودة إلى مهمة الرحلة.

## الحرب الأفغانية السوفيتية

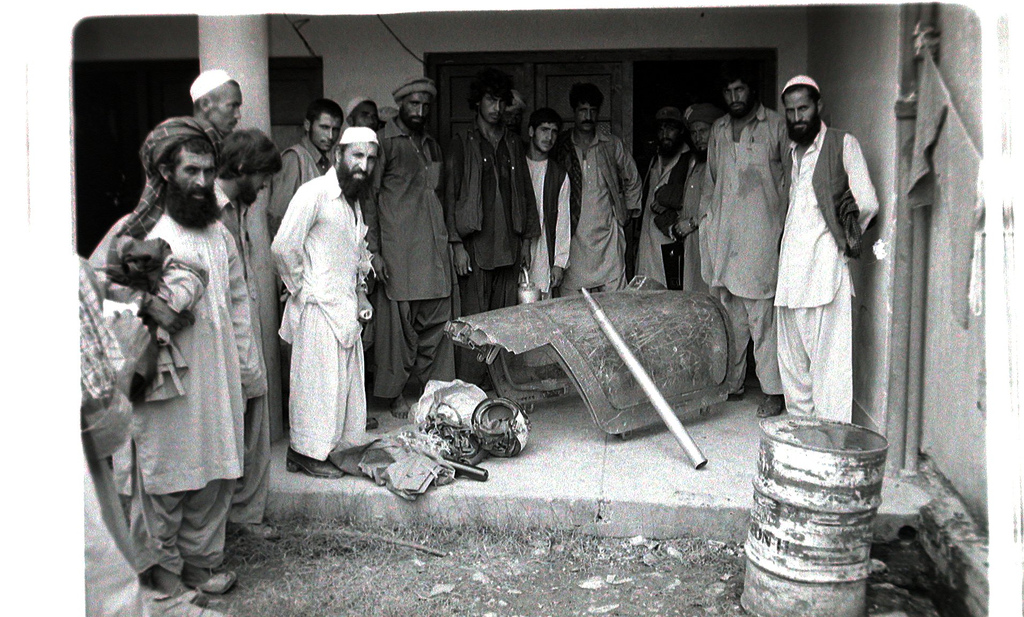
اللغة الإنجليزية: الأفغان في بيشاور يستعرضون مظلة طائرة سوفيتية تم إسقاطها، 1984.

وتشير تقارير غير مؤكدة من مصادر سوفيتية إلى أن ما لا يقل عن 5 طيارين سوفيات قد قتلوا بالرصاص إما في مظلاتهم أو على الأرض بعد الهبوط. اثنان منهم يفترض أنهما طياران من طراز MiG-21 في تقارير متفرقة قدرت بين أبريل 1984 ويوليو 1984. تشير الأدلة المحتملة إلى أن طائرتين من طراز MiG-21 فُقدتا في مايو 1984، حيث كان الطياران قد خرجا بكفالة، لكنهما اختفيا. في عام 1985، تم إطلاق النار على 3 طيارين آخرين تأكدت وفاتهم بعد أن أفادت تقارير أن مقاتلي المجاهدين قد تحملوا المسؤولية، زاعمين أنهم أطلقوا النار على الطيارين بعد طردهم، مع وجود قطع من مقعد الطرد كدليل. ربما كانت المجموعة تنفذ مهام هجومية بالقرب من كابول، كما هو مناسب للوصف، وكذلك أبلغ السكان المحليون عن العديد من المقاتلين الضاربين في المنطقة قبل إسقاطهم مباشرة.